# Boulangerie modèle
Boulangerie modèle és un curtmetratge mut francès de Georges Méliès estrenada el 1907, produïda per la Star Film Company. Es conserva poca informació sobre aquesta pel·lícula, que es presumeix perduda.